# Gornate-Olona
Gornate Olona là một đô thị ở tỉnh Varese trong vùng Lombardia, có cự ly khoảng 40 km về phía tây bắc của Milan và khoảng 10 km về phía đông nam của Varese. Tại thời điểm ngày 31 tháng 12 năm 2004, đô thị này có dân số 2.001 người và diện tích là 4,8 km².
Gornate Olona giáp các đô thị: Carnago, Caronno Varesino, Castelseprio, Castiglione Olona, Lonate Ceppino, Morazzone, Venegono Inferiore.